# Hamburger Architektursommer
Der Hamburger Architektur Sommer ist eine alle drei Jahre stattfindende Kulturveranstaltung in Hamburg.

## Organisation
Der Architektur Sommer wurde 1994 „als baukulturelle Bürgerinitiative ins Leben gerufen“, Träger ist der Verein Initiative Hamburger Architektur Sommer e.V. Der Architektur Sommer bildet über einen Zeitraum von rund drei Monaten den Rahmen für „eine Vielzahl von Veranstaltungen unterschiedlicher Formate zu Architektur, Landschaftsarchitektur, Innenarchitektur, Stadtentwicklung und Ingenieurbau unter Einbeziehung aller künstlerischen Disziplinen.“ 
Das Programm setzt sich aus unabhängigen Einzelveranstaltungen von Architekturbüros, Berufsverbänden, Museen, Behörden, Galerien, Vereinen, Hochschulen und Einzelpersonen zusammen. Zielgruppe ist seit Beginn die breite Öffentlichkeit. Als baukulturelle Triennale gilt der Architektur Sommer als „eine feste Größe im Hamburger Kulturleben.“ Aus Anlass des Jubiläums „100 Jahre Bauhaus“ wurde der 9. Architektur Sommer auf das Jahr 2019 verschoben.

## Chronologie
- 1. Hamburger Architektur Sommer 1994, Mai bis Juli[6]
- 2. Hamburger Architektur Sommer 1997
- 3. Hamburger Architektur Sommer 2000, Mai bis September
- 4. Hamburger Architektur Sommer 2003: „Wege der Moderne“
- 5. Hamburger Architektur Sommer 2006: „Die wachsende Stadt“[7]
- 6. Hamburger Architektur Sommer 2009: „Raum in der Zeit – Hamburg im Fluss“, Juni bis September[3]
- 7. Hamburger Architektur Sommer 2012: „Vor Ort. Aneignung und Teilhabe“, Mai bis August[8]
- 8. Hamburger Architektur Sommer 2015: „Über die Verhältnisse“, Mai bis Juli[9]
- 9. Hamburger Architektur Sommer 2019: „Ausgang offen. Moderne mit Zukunft?“, Mai bis Juli
- 10. Hamburger Architektur Sommer 2023: „Zwischen Ökologie und Baukunst“, Mai bis Juli